# Gmina Belsk Duży
Die Gmina Belsk Duży ist eine Landgemeinde im Powiat Grójecki der Woiwodschaft Masowien in Polen. Ihr Sitz ist das gleichnamige Dorf.

## Gliederung
Zur Landgemeinde Belsk Duży gehören folgende 34 Ortschaften mit einem Schulzenamt:
Aleksandrówka
Anielin
Bartodzieje
Belsk Duży
Belsk Mały
Bodzew
Boruty
Daszewice-Rożce
Grotów
Jarochy
Julianów
Koziel
Kussy
Lewiczyn
Łęczeszyce
Maciejówka
Mała Wieś
Oczesały
Odrzywołek
Rębowola
Rosochów
Sadków Duchowny
Sadków-Kolonia
Skowronki
Stara Wieś
Tartaczek
Widów
Wilczogóra
Wilczy Targ
Wola Łęczeszycka
Wola Starowiejska
Wólka Łęczeszycka
Zaborów
Zaborówek
Weitere Orte der Gemeinde sind Gajówka Lewiczyn, Gajówka Łęczeszyce, Gajówka Modrzewina, Sadków Szlachecki und Złota Góra.